# Anthology 2
Anthology 2 è una doppia raccolta del gruppo musicale britannico The Beatles, pubblicata il 18 marzo 1996. È il seguito di Anthology 1, pubblicato nel novembre del 1995.
Negli Stati Uniti ha venduto 442 000 copie nella sola settimana di lancio.

## Descrizione
Con l'eccezione della prima traccia, Real Love, il doppio CD copre il periodo che va dal febbraio del 1965 allo stesso mese del 1968, e include brani che sono pubblicati come singoli oppure negli album Help!, Rubber Soul, Revolver, Sgt. Pepper's Lonely Hearts Club Band e Magical Mystery Tour.
Dato il percorso evolutivo dei Beatles, pur essendo i brani presenti in maggioranza frutto di lavoro in studio ricorrono nel primo disco pezzi eseguiti dal vivo: all'ABC Theatre di Blackpool, allo Shea Stadium di New York e al Nippon Budokan Hall di Tokyo. C'è anche, all'inizio del disco 2, un demo di John Lennon, appena tornato dalla Spagna dopo l'esperienza di attore in How I Won the War, che nella stanza della musica nella sua villa di Weybridge incise con la sua apparecchiatura semiprofessionale dei nastri in cui si ascolta la primissima versione della sua composizione Strawberry Fields Forever, scritta durante le riprese del film.
Come il volume precedente, Anthology 2 balzò subito al primo posto delle classifiche nella Billboard 200 e nella Official Albums Chart, al secondo in Svezia, Francia ed Australia, al terzo in Canada, Giappone e Nuova Zelanda, al quarto nei Paesi Bassi, Svizzera, Germania, al quinto in Finlandia e Norvegia ed al nono in Austria, e nel solo 1996 vendette 4,5 milioni di copie.

## Tracce
- Tutte le tracce sono accreditate a John Lennon e Paul McCartney, tranne dove specificato.

### CD 1
1. Real Love (Lennon)
2. Yes It Is (Takes 2 & 14)
3. I'm Down (Take 1)
4. You've Got to Hide Your Love Away (Takes 1, 2 & 5) (Mono)
5. If You've Got Trouble (Take 5)
6. That Means a Lot (Take 1)
7. Yesterday (Take 1)
8. It's Only Love (Takes 2 & 3) (Mono)
9. I Feel Fine (Live at Blackpool Night Out)
10. Ticket to Ride (Live at Blackpool Night Out)
11. Yesterday (Live at Blackpool Night Out)
12. Help! (Live at Blackpool Night Out)
13. Everybody's Trying to Be My Baby (Live at Shea Stadium) (Carl Perkins)
14. Norwegian Wood (This Bird Has Flown) (Take 1)
15. I'm Looking Through You (Take 1)
16. 12-Bar Original (Edited Take 2) (Lennon, McCartney, George Harrison, Richard Starkey)
17. Tomorrow Never Knows (Take 1)
18. Got to Get You into My Life (Take 5) (Mono)
19. And Your Bird Can Sing (Take 2)
20. Taxman (Take 11) (Harrison)
21. Eleanor Rigby (Strings Only) (Take 14)
22. I'm Only Sleeping (Rehearsal) (Mono)
23. I'm Only Sleeping (Take 1) (Mono)
24. Rock and Roll Music (Live at Nippon Budokan Hall) (Chuck Berry)
25. She's a Woman (Live at Nippon Budokan Hall)

### CD 2
1. Strawberry Fields Forever (Demo Sequence)
2. Strawberry Fields Forever (Take 1)
3. Strawberry Fields Forever (Take 7 & Edit Piece) (Mono)
4. Penny Lane (Take 9 Horn Overdub)
5. A Day in the Life (Takes 1, 2, 6 & Orchestra)
6. Good Morning Good Morning (Take 8)
7. Only a Northern Song (Takes 3 & 12) (Harrison)
8. Being for the Benefit of Mr. Kite! (Takes 1 & 2)
9. Being for the Benefit of Mr. Kite! (Take 7 & Effects Tape)
10. Lucy in the Sky with Diamonds (Takes 6, 7 & 8)
11. Within You Without You (Instrumental) (Harrison)
12. Sgt. Pepper's Lonely Hearts Club Band (Reprise) (Take 5) (Mono)
13. You Know My Name (Look Up the Number)
14. I Am the Walrus (Take 16)
15. The Fool on the Hill (Demo) (Mono)
16. Your Mother Should Know (Take 27)
17. The Fool on the Hill (Take 4)
18. Hello Goodbye (Take 16)
19. Lady Madonna (Takes 3 & 4)
20. Across the Universe (Take 2)

## Formazione
The Beatles
- George Harrison - chitarra solista, voce, cori, chitarre; sitar in Within You Without You
- John Lennon - voce, chitarra ritmica, chitarra acustica, cori; piano elettrico in I Am the Walrus
- Paul McCartney - voce, cori, basso, pianoforte; mellotron in Strawberry Fields Forever (Take 7)
- Ringo Starr - batteria, percussioni

Crediti
- George Martin - produttore
- Geoff Emerick - ingegnere del suono